# Lakier do włosów (film 1988)
Lakier do włosów (ang. Hairspray) – amerykański film z 1988 roku w reżyserii Johna Watersa. Premiera filmu miała miejsce 26 lutego 1988 roku.
W 2022 roku obraz został dodany do Narodowego Rejestru Filmowego Stanów Zjednoczonych jako film „znaczący kulturowo, historycznie lub estetycznie”.